# Vulgichneumon hirookaensis
Vulgichneumon hirookaensis är en stekelart som först beskrevs av Tohru Uchida 1935.  Vulgichneumon hirookaensis ingår i släktet Vulgichneumon och familjen brokparasitsteklar. Inga underarter finns listade i Catalogue of Life.